# Христианский фундаментализм

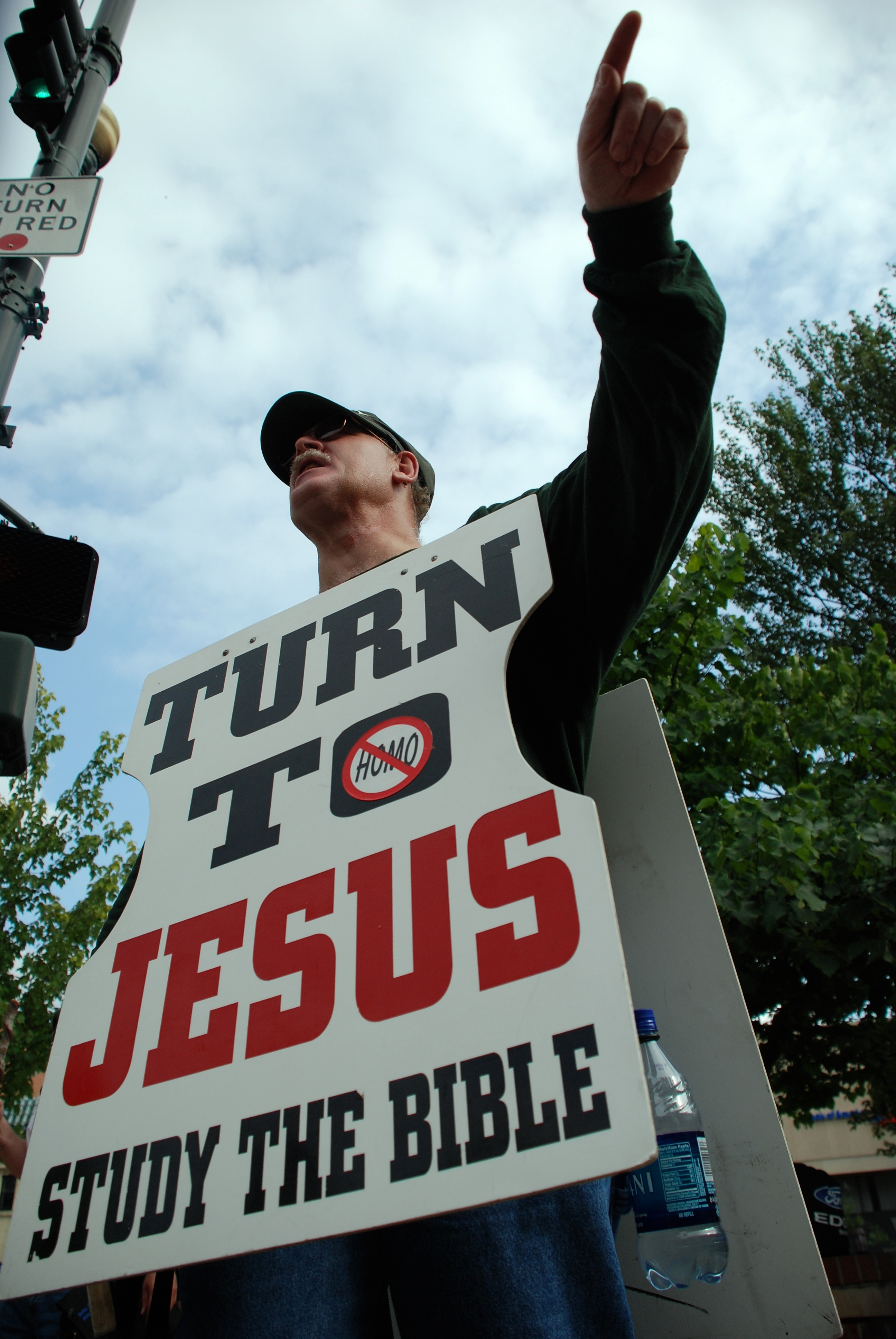
Христианский демонстрант, 2007

Христианский фундаментализм (фундаментальное христианство, фундаменталистское христианство) — христианское религиозное движение, опирающееся на библейский буквализм. В современном виде зародилось в конце XIX — начале XX веков среди британских и американских протестантов как реакция на теологический либерализм и культурный модернизм. Фундаменталисты утверждали, что модернистские богословы XIX века неверно истолковали или отвергли ряд доктрин, особенно безошибочность Библии, которые фундаменталисты считали основами христианской веры.
Фундаменталистов почти всегда описывают как сторонников библейской непогрешимости и безошибочности. В соответствии с традиционными христианскими доктринами, касающимися библейского толкования, роли Иисуса в Библии и роли Церкви в обществе, фундаменталисты, как правило, верят в историческую точность Библии и истинность всех событий, которые описаны в ней, а также во Второе пришествие Иисуса Христа.
Фундаментализм проявляется в различных деноминациях, которые разделяют различные теологии. Эта идеология активизировалась в 1910-х годах после выхода «Основ» (The Fundamentals), двенадцатитомного сборника апологетических и полемических сочинений консервативных протестантских богословов, стремившихся защитить убеждения, которые они считали протестантской ортодоксальностью. Движение стало более организованным в протестантских церквях США в 1920-х годах, особенно среди пресвитериан, а также баптистов и методистов. Многие церкви, принявшие фундаментализм, заняли воинственную позицию в отношении своих основных убеждений. Реформаторские фундаменталисты придают большое значение историческим исповеданиям веры, таким как Вестминстерское исповедание веры, а также поддерживают Принстонское богословие. С 1930 года многие фундаменталистские церкви в баптистской традиции (которые обычно разделяют диспенсационализм) были представлены Независимыми фундаменталистскими церквями Америки (переименованными в IFCA International в 1996 году), тогда как многие теологически консервативные объединения в методистской традиции (которые придерживаются Уэслианского богословия) поддерживают Межцерковную конвенцию святости. В различных странах существуют национальные организации, такие как Американский совет христианских церквей, для поощрения диалога между фундаменталистскими организациями разного конфессионального происхождения. Другие фундаменталистские деноминации мало контактируют с другими организациями.
В 1991 году Американской академией наук и искусств была издана работа Дж. Мура «Креационистский космос протестантского фундаментализма», в которой характеризуется антиэволюционистское движение в США, переживавшее в то время существенный подъём и консолидацию с политической властью. Сопротивление преподаванию в школе эволюционной биологии существовало в США и ранее, однако Мур указывает, что «фундаменталисты сегодня насчитывают в своих рядах до четверти всего населения США, и это при быстром росте числа вновь обращённых. Эти люди верят, что они живут во Вселенной, которая была чудесным образом сотворена из ничего за шесть дней всего лишь несколько тысяч лет назад, и что Земля населена только теми животными и растениями, которые пережили всемирный потоп… Креационистская космология снискала протестантскому фундаментализму те авторитет и влияние, которые он оспаривал у фундаментальной науки».
По мнению историка науки Джеральда Холтона, это новейшее контрмировоззрение существенно отличается от теологического антисциентизма XIX века. В числе представителей американского антиэволюционистского движения присутствует большое число специалистов, имеющих научное и техническое образование, учёные степени, многие из них являются сотрудниками исследовательских институтов. Мотивация участников движения, как считается, включает к внутреннюю потребность или склонность буквально уверовать в религиозные догмы. Влияние оказала также общая психологическая напряженность в период холодной войны, последствия которой могли восприниматься как материализация апокалипсических пророчеств. Протестантское креационистское движение активно финансируется и обладает качественной организационной структурой, осуществляет крупную издательскую деятельность, включающую выпуск журналов, работу книжных издательств, учебных заведений, радио- и телепрограмм, кинематограф; имеет тесную связь с наиболее консервативными политическими и церковными деятелями. Средством для движения выступает пропаганда «научного креационизма», включая его включение в школьные программы, для чего на местные органы образования оказывается существенное давление. К креационистской идеологии присоединился ряд политиков-евангелистов, включая Дж. Фэлвелла, П. Робертсона, Дж. Бэйкера, Д. Дж. Кеннеди и др. Союзниками движения является ряд высокопоставленных государственных деятелей. В то же время критика со стороны научного сообщества США происходит редко.
Креационистская идеология, согласно её сторонникам, направлена на противостояние эволюционизму, который протестантские креационисты могут воспринимать как сатанинскую, антихристианскую проповедь. Движение ведёт наступление на «секулярный гуманизм», воспринимаемый ими как «сатанинская идеология». Согласно публикациям креационистов, их цели стоят дальше дискредитации современной биологии и сосредоточены на традиционной в рамках религиозного фундаментализма подготовки в земной жизни к переходу в иной мир.
Некоторые учёные называют фундаменталистами также католиков, отвергающих современное христианское богословие в пользу более традиционных доктрин.
Исследователями применяется также термин православный фундаментализм в отношении фундаменталистских течений в православии.

## Критика
Буквальное толкование Библии фундаменталистами подвергается критике со стороны практиков библейской критики за то, что они не принимают во внимание обстоятельства, в которых Библия писалась. Критики утверждают, что это «буквальное толкование» не соответствует посланию, которое Писание намеревалось передать, когда оно было написано, и использует Библию в политических целях, представляя Бога «больше как Господа суда и наказания, чем как любви и милосердия».
Христианский фундаментализм также был связан с насилием над детьми и психическими расстройствами, а также с телесными наказаниями, поскольку большинство практикующих верят, что Библия требует от них пороть своих детей. Художники обратились к проблемам христианского фундаментализма, один из которых представил слоган «Главный американский бренд насилия над детьми».
Фундаменталисты пытаются добиться преподавания в государственных школах концепции «разумного замысла», основанной на креационизме, вместо теории эволюции. Это привело к юридическим проблемам, таким как федеральное дело «Кицмиллер против школьного округа Довера», в результате которого Окружной суд США Среднего округа Пенсильвании постановил, что преподавание «разумного замысла» является неконституционным из-за его религиозных основ.